# 長沢美津
長沢 美津（長澤 美津、ながさわ みつ、女性、1905年11月14日 - 2005年4月26日）は、日本の歌人、国文学者。「女人短歌会」主宰。

## 経歴
石川県金沢市出身。旧姓：津田。津田全吉・フクの長女として生まれる。近祖に加賀藩の漢学者津田鳳卿がいる。県立第一高等女学校（現石川県立金沢二水高等学校）在学中に、和歌を江戸さい子に学ぶ。1922年、日本女子大学校国文科入学、短歌グループに入る。折口信夫の万葉講義を聴きに飯田橋の国学院へしばしば出かける。在学中に『目白文学』創刊に参加。恩師・久松潜一に文学史を学び、1926年卒業。久松の紹介状を持って古泉千樫を訪ね、その後帰郷し古泉に自作を送る。同年同郷の長沢雄次と結婚、上京し荻窪に住む。
古泉を中心とする「青垣」の同人となるが、師は1927年に急逝。今井邦子、若山喜志子、四賀光子らが1928年結成した「ひさぎ会」に参加する。1929年、第1歌集『氾青（はんじょう）』
を刊行、1935年、第2歌集『垂氷詠（たるひかげ）』、1941年、第3歌集『花芯』刊行。1943年夫の仕事の関係で埼玉県大宮市に住む。1945年栃木県宇都宮市に移り同地で終戦を迎え、年末に荻窪の旧居に帰住する。
1947年、東京歌和会に参加。1949年、北見志保子、川上小夜子、五島美代子、若山喜志子、川口千香枝と共に「女人短歌会」結成に参加、会計・庶務担当常任幹事となる。1950年『女人短歌』創刊、編集代表。門人の歌集は「女人短歌叢書」として刊行を続ける。葛原妙子、五島美代子、森岡貞香らとともに活動。戦後の新しい女性の生き方を追求し、中城ふみ子が登場した際には擁護をした。「女人短歌」結成メンバーの中では、1997年の終刊までを唯一見届けた人物である。
1962年、『女人和歌体系』第1巻刊行、以降1978年まで女性の和歌8万首を収録した全6巻の刊行に尽力する。1964年練馬に転居。1971年、女性和歌の史的研究により国学院大学より学位を授与される。
1979年、『女人和歌大系』(編)全六巻により第2回現代短歌大賞受賞。1981年、勲四等宝冠章受章。「女性和歌の史的考察」で文学博士の学位を取得
1992年、歌会始召人。明治期の税所敦子以来、戦後初めて女性として招かれる。和歌文学会、紫式部学会、日本文芸家協会会員。
2005年4月26日、肺炎にて死去。99歳。

## 『女人和歌大系』
長沢が1962年から1978年にかけて編纂し、風間書房から発行した『女人和歌大系』全6巻の概要は次の通り。
- 女人和歌大系. 第1巻 (歌謡期・万葉期・勅選集期)　1962年 677p NDL
  - 図表：1 総括表；2 時代別主要女歌人図表；3 勅撰集女性人数並びに比率図表
  - 第一篇　歌謡期：古事記作品；日本書紀作品；其他（琴歌譜・風土記）
  - 第二篇　万葉期：万葉集作品；作者略伝（歌謡期・万葉期）
  - 第三篇　勅撰集期：勅撰和歌集作品：古今和歌集～新続古今和歌集
  - 作者略伝（勅撰集期）；便覧；索引：作者名；発句

- 女人和歌大系. 第2巻 (勅撰集期私家集,歌合)　1965年 898p NDL
  - 第一篇　勅撰集期　私家集：1 伊勢集～53 徽安門院一条集（貞和百首歌）
  - 第二篇　歌合：1 亭子院歌合　延喜13年3月13日（913）～23 千五百番歌合　建仁元年（土御門院御宇）（1202）
  - 掲載歌初句索引

- 女人和歌大系. 第3巻 (私家集期) 1968年 834p NDL
  - 第一篇　武家系統女性の和歌作品
  - 第二篇　私家集ある女性の和歌作品
  - 第三篇　私家集外に和歌のある女性作品
  - 第四篇　江戸末期女性の和歌作品
  - 第五篇　私撰集収録和歌作品及び狂歌其他の和歌作品
  - 歌道諸派系統表；私家集期主要女性作者一覧；作者略伝（私家集期）；索引

- 女人和歌大系. 第4巻. 1972年 722p NDL
  - 補遺之部：万葉集期；勅撰集期；私家集期
  - 研究之部：勅撰集期：第一篇　八代集における贈答歌と女性歌；第二篇　後拾遺和歌集と女歌人；第三篇　女性歌の断層
  - 研究之部：私家集期　江戸期の女性生活と和歌：第一篇　前江戸期 ；第二篇　江戸初期（封建制度確立途上期）；第三篇　江戸中期（階級混淆期）；第四篇　江戸末期（思想対立期）
  - 女人和歌大系1,2,3巻にわたる年表；掲載歌初句索引

- 女人和歌大系. 第5巻 (近代期前編) 1978年 758p NDL
  - 図表：1 総括図；2 近代期（前編）主要女歌人図表
  - 第一篇　明治前期の女性の歌集：歌集：(A)御集；(B)私歌集；(C)特殊歌集
  - 第二篇　明治前期の女性の遺歌集：第一章　概説；第二章　遺歌集：(A)個人歌集；(B)追悼歌集より女性歌抄出
  - 第三篇　明治前期の選集の女性歌：選集：新竹集～勅題歌集
  - 系統図；近代前期女歌人一覧表；作者略伝；索引：作者名；歌集名

- 女人和歌大系. 第6巻 (近代期 後編) 1978年 714p NDL
  - 近代期（後編）主要女歌人図表
  - 第一篇　明治後期（30年-45年）の女性歌集：与謝野晶子；茅野雅子；山川登美子；四賀光子；白岩艶子；矢沢孝子
  - 第二篇　大正期の女性歌集：岡本かの子；原阿佐緒；水町京子；今井邦子；若山喜志子；片山廣子；杉浦翠子；竹尾ちよ；三ヶ島葭子；中原綾子；高安やす子；津軽照子；阿部静枝；杉田鶴子
  - 第三篇　昭和前期（元年-20年）の女性歌集：北見志保子；長沢美津；川端千枝；久保田不二子；栗原潔子；清水千代；君島夜詩；生方たつゑ；五島美代子；井伊文子；斉藤史；井戸川美歌子；倉地与年子；遠山光栄；真鍋美恵子；川上小夜子；松本初子；梶原緋佐子；大井重代；菅野清子；近江満子
  - 系統図；近代後期女歌人一覧表；作者略伝；索引：作者（関連者）名；書名

## 著作

### 歌集
- 氾青 歌集 四海書房 1929 NDL
- 垂氷影 歌集 青垣会 1935 (青垣叢書) NDL
- 花芯 青垣会 1941 NDL
- 雲を呼ぶ 歌集 女人短歌会 1950 (女人短歌叢書) NDL
- 水面 歌集 長谷川書房 1953 (新選短歌叢書) NDL[20]
- 雪 歌集 長谷川書房 1955 NDL
- 汐 歌集 新星書房 1958 (女人短歌叢書) NDL
- 車 歌集 新星書房 1960 (女人短歌叢書) NDL
- 往来 歌集 新星書房 1963[21]
- 地紋 歌集 新星書房 1966[21]
- 線 歌集 新星書房 1970[21]
- 五黄 歌集 新星書房 1974（女人短歌叢書） CiNii
- 烏兎 長沢美津自選歌集 短歌新聞社 1975（現代歌人叢書） CiNii（『雲を呼ぶ』から『五黄』までの歌集からの自選歌426首と、「兼六園百首」を加えたもの）[21]
- 層塔 歌集 新星書房 1976[22]
- 墨雫 歌集 新星書房 1980[23][24]
- 一滴の油 歌集 沖積舎 1981.6 NDL
- 八十扉 歌集 新星書房 1985.2 (女人短歌叢書) NDL
- 部類長沢美津家集 新星書房 1985.10 NDL（歌集16冊をまとめた1冊）[25]
- 青海波 歌集 新星書房 1987.8 (女人短歌叢書) NDL
- 天地相聞 歌集 1989[26][27]
- 花鳥行列 歌集 新星書房 1991.2 (女人短歌叢書) NDL
- 仏眼紋 歌集 新星書房 1993.5 (女人短歌叢書) NDL
- 卒塔婆 歌集 新星書房 1994.10 (女人短歌叢書) NDL
- 空 歌集 短歌新聞社 1995.11 (現代女流短歌全集) NDL
- 氾青 2001.7 (短歌新聞社文庫) NDL

### 研究書
- 女人和歌大系 全6巻（編）風間書房 1962-78（上掲の通り）

### 随筆
- アメリカを行く 新樹社 1959 NDL
- わすれもの 随筆 新樹社 1970 NDL
- ひろいもの 随筆 短歌新聞社 1975 NDL
- みちくさ抄 続  随筆 東京四季出版 1995.11 NDL
- 文字拾遺 短歌随想 蝸牛社 1978.7 NDL[28]
- 一日花 随筆 沖積舎 1984 NDL
- 如何なる星のもとに（編）東京四季出版 1993.6 NDL

## 評伝
- 長沢美津小特集. 『短歌』 27(4) 1980.04 pp125-137 CiNii
- 山本陽子『長沢美津の短歌』短歌新聞社, 1988.9 NDL
- 長沢美津論--今を輝く大器 (現代女流歌人の世界<特集>). 『短歌』 38(9) 1991.09 pp161-163 NDL
- 木田そのえ『長沢美津小論』不識書院, 1994.5 NDL
- 樋口美世ほか著『歌人長沢美津 : 作品と人間像』短歌新聞社　2000.7 NDL
- 追悼 長澤美津氏を偲ぶ. 『短歌研究』 62(6) 2005.6 p.82-86 NDL
- 小議会 特集 長沢美津の歌. 『短歌現代 : 総合短歌雑誌』 30(1) (通号 347) 2006.1 p.116-119 NDL
- 「長澤美津」. 渡邊澄子『負けない女性の生き方217の方法：明治・大正の女作家たち』博文館新社, 2014, p352-353